# 佐々木徹 (哲学・美術評論家)
佐々木 徹（ささき とおる、1941年 - ）は、日本の哲学者、美術評論家、追手門学院大学名誉教授。

## 経歴
大阪府生まれ。関西学院大学経済学部卒業。同大学院文学部哲学科博士課程修了。
大阪商業大学専任講師、追手門学院大学文学部専任講師、同助教授・教授を経て、国際教養学部教授。
2012年定年、財団法人国際日本研究所理事1980年−2001年、日本文化会議1986年−1994年、日中文化交流日本代表団2002年、日本文化研究会主宰2001年−、専門は哲学・比較思想比較文化論。

## 著書
- 『愛と死について』国際日本研究所 創文社 (発売) 1968
- 『青春のゆくえ』二見書房 1970
- 『美は救済たりうるか』国際日本研究所　創文社 1974
- 『知と愛 philosophia solitudinis』創文社 1977
- 『東山魁夷』美術出版社 1984
- 『西谷啓治 その思索への道標』法蔵館 1986
- 『魔的なるもの 美と信の問題』創文社 1988
- 『こころの橋 - 詩と小品』人文書院 1988
- 『西谷啓治随聞』法蔵館 1990
- 『愛と別れについて 女子学生からの23通の手紙』人文書院 1991 のち学陽書房女性文庫
- 『芸術と宗教』一灯園灯影舎、灯影撰書 1994
- 『近代文学と仏教』共著　岩波書店 1995
- 『悲の思想 文学にみる生老病死』法藏館 1999
- 『さりげなく』求龍堂 2000
- 『東山魁夷ものがたり』ビジョン企画出版社 2002
- 『東山魁夷 素顔の芸術家 大いなる自然への祈り』東山すみ監修 ビジョン企画出版社 2004
- 『ARTIST JAPAN 東山魁夷』DEAGOSTINI 2006
- 『木下恵介の世界 愛の痛みの美学』人文書院 2007
- 『東山魁夷を語る』共著 美術年鑑社 2008
- 『愛の歓び愛の哀しみ 二十歳の詩集』東洋出版 2012
- 『六〇代からの愛する力』東洋出版 2013

### 編纂
- 『若き日の詩集』編著　二見書房 1973
- 『西谷啓治 風のこころ』編集・附記、新潮社 1980
- 『西谷啓治 正法眼蔵講話』全4巻、筆録・解説、筑摩書房 1987
- 『現代日本素描全集 6 東山魁夷』責任編集 ぎょうせい 1992
- 『東山魁夷自選画文集』全5巻、解説、集英社 1996
- The Collected Works of Kaii Higashiyama, 1996, Shorewood Fine Art Books, USA.

　 　英・独・仏・伊・西・中の六ヶ国による国際共同出版、 巻頭論文
- 『東山魁夷パリ展1999 - 2000』図録、解説、仏文と和文、日本経済新聞社 1999
- 『東山魁夷画文集 私の風景』序文、求龍堂 1999
- 西谷啓治『京都哲学撰書 第16巻 随想集青天白雲』燈影舎 2001
- 『東山魁夷 Art Album』全3巻、編集・解説、講談社 2008
- 『東山魁夷 こころの風景』全24作品、監修・解説、読売新聞社 2008
- 『東山魁夷 古き町にて』解説、講談社 2010

### 講演
- 1. 川端康成と東山魁夷　1998年（平成10年）10月　茨木市川端康成文学館
- 2. 美を求める心－川端康成の感性　2002年（平成14年）10月　茨木市川端康成文学館
- 3. 東山魁夷－旅の風景　2002年（平成14年）7月　山梨県清春白樺美術館
- 4. 東山魁夷－こころの風景　2002年（平成14年）11月　広島県尾道白樺美術館
- 5.  東山魁夷の人と芸術 2003年（平成15年）3月　阪急インターナショナル茶屋町ロータリークラブ
- 6. 川端康成と読書の人生　2004年（平成16年）11月　茨木市川端康成文学館
- 7. 東山魁夷展－ひとすじの道　2004年（平成16年）5月　兵庫県立美術館
- 8. 東山魁夷－冬の旅展　2004年（平成16年）8月　山形県酒田市美術館
- 9. 人間－東山魁夷　2007年（平成19年）2月　市川市東山魁夷記念館
- 10. 東山魁夷－ひとすじの道　2007年（平成19年）4月　追手門学院大学公開講座
- 11. 東山魁夷の幼少年期　2008年（平成20年）5月　関西学院初等部開校記念講演
- 12. 東山魁夷－こころの風景　2009年（平成21年）10月　関西学院会館チャペル
- 13. 奈良大和路と唐招提寺障壁画　2009年（平成21年）10月　市川市東山魁夷記念館
- 14. 詩と宗教－西谷哲学への一道標　2012年（平成24年）7月　京都大学日本哲学史フォーラム
- 15. 木下恵介生誕100年記念トークショー　2012年（平成24年）8月　大阪市九条シネヌーヴォ映画館
- 16. 木下恵介の世界　2010年（平成22年）10月　宝塚市売布宝塚シネ・ピピア映画館
- 17. 風のこころ－西谷啓治先生の人と思想　2014年（平成26年）6月　石川県かほく市西田幾多郎記念哲学館

## 参考
- 東山魁夷ものがたり - 紀伊國屋書店BookWeb